# Aroffe
Aroffe é uma comuna francesa na região administrativa de Grande Leste, no departamento de Vosges. Estende-se por uma área de 8,51 km². Em 2010 a comuna tinha 83 habitantes (densidade: 9,8 hab./km²).